# Paulina Nin de Cardona
Paulina Nin de Cardona Muñoz (Santiago de Chile, 2 de agosto de 1960) es una presentadora de televisión, profesora y empresaria chilena.

## Biografía
Nació el 2 de agosto de 1960, en la Clínica Central, en Santiago. Hija de Sergio Nin de Cardona Valenzuela (n. 1931-f. 2025) y de Fresia Muñoz (n. 1932-f. 2005). Es la tercera de cinco hermanos. Nin de Cardona creció en el Barrio Yungay hasta los trece años de edad.
Cursó sus estudios básicos en el Liceo Catedral y, posteriormente, sus estudios secundarios en el Liceo N.º 1 Javiera Carrera, en Santiago. A los 16 años, ingresó a la carrera de pedagogía en la Pontificia Universidad Católica de Chile (PUC), donde egresó en 1980.

## Vida personal
En 1982, Nin de Cardona contrajo matrimonio civil con el empresario perteneciente a una de las familias aristocráticas más influyentes de su país, Canuto Errázuriz Gibson, con quien tuvo dos hijos: Canuto Errázuriz (nacido el 7 de febrero de 1984) y Paulina Errázuriz. Su relación experimentó dificultades y, en 1996, decidieron separarse. En 2004, en un acto de consenso mutuo, ambos firmaron la nulidad de su matrimonio.
Entre 1999 y 2002, mantuvo una relación sentimental que acaparó la atención mediática con el periodista Giancarlo Petaccia, quien le llevaba ocho años de diferencia. Tras la finalización de este vínculo, inició una nueva relación con el empresario Alfredo Zúñiga, con quien contrajo matrimonio civil el 6 de agosto de 2004.
Su mascota, Cosita (nacida en Olmué, el 22 de agosto de 1999), de raza Scottish terrier, alcanzó una popularidad y se consolidó como un verdadero ícono de la televisión a partir de 1999. Cosita, falleció el 30 de septiembre de 2002, tras sufrir un trágico accidente doméstico en la residencia de Nin de Cardona. El deceso generó conmoción en la prensa de espectáculos.

## Carrera profesional

### 1980-1989

#### Inicios en televisión y debut en TVN
En 1980, fue seleccionada para concursar en el certamen Miss Chile para Miss Universo, donde obtuvo el tercer lugar. Como una de las finalistas del concurso, participó en una sesión de fotos en el Estadio Nacional, donde Pedro Cárdenas —director en aquel entonces del área deportiva de la estación Televisión Nacional de Chile (TVN)— la invitó a un casting para conducir un pequeño espacio llamado Súper Hockey.
A partir de ese momento, Nin de Cardona comenzó una veloz carrera televisiva, que incluyó en 1982 la animación de un bloque infantil en TVN. Ese mismo año, la Directora de Prensa del canal estatal Patricia Guzmán, la eligió como lectora de noticias, en la segunda edición del noticiero 60 minutos, programa donde continuó hasta 1987.
Durante toda la década de 1980 se dedicó a diversos roles en la televisión. Su rápido ascenso en la pantalla, la situó como un rostro potente para conducir el Festival de la Canción de Viña del Mar de 1983, lo cual repetiría en 1985. En 1984 recibió el premio a la «Figura Femenina del año», otorgado por el diario La Tercera.
Regresó en 1989 a Televisión Nacional para conducir el programa En familia. En su regreso cultiva un nuevo perfil y también conduce el espacio humorístico De buen humor con Jorge "Chino" Navarrete.

### 1990-1999
Entre 1991 y 1993 condujo el programa de cámaras indiscretas Luz, cámara y usted. En el mismo año conduce nuevamente el Festival Internacional de la Canción de Viña del Mar, las versiones XXXII y XXXIII, ambas junto a Antonio Vodanovic.
En la misma década de los años 1990 fundó en Chile el género de los talk shows, primero con Con-Vivencias en 1994 y después con su espacio Cuéntame en TVN y estuvo a cargo de diversos espacios estelares. 
Su incursión en los programas matutinos se dio en 1998, cuando reemplazó a Margot Kahl en la conducción del matinal Buenos días a todos durante las vacaciones. En ese periodo, Nin de Cardona presentó una sección especial que se transmitió directamente desde el Río Sena en París, en pleno auge del fervor nacional por la Copa Mundial de la FIFA Francia 98, lo que le permitió consolidar su presencia en la pantalla.
A finales de 1998, asumió la conducción del proyecto Día a Día, sin embargo, tras apenas dos semanas al aire, sorprendió al anunciar su partida a Canal 13. Como resultado, el programa quedó bajo la conducción de Ivette Vergara.

#### Debut en Canal 13 yLa mañana del trece
El 1 de diciembre de 1998, Nin de Cardona tomó la decisión de desvincularse de Televisión Nacional, optando por firmar un contrato exclusivo con Canal 13, lo que marcó un giro significativo en su carrera televisiva. Sin embargo, esta determinación desencadenó una serie de conflictos legales, ya que René Cortázar, director ejecutivo del canal estatal, inició una demanda contra la presentadora por el incumplimiento de las cláusulas de su contrato vigente, que estipulaba una cifra superior a los 17 millones de pesos. La presentadora, en respuesta, saldó la deuda mediante pagos en cuotas.
A pesar de esta disputa, Nin de Cardona logró asegurar un contrato sustancial con Canal 13, que la consolidó como una de las conductoras de televisión mejor remuneradas del canal entre 1999 y 2002, alcanzando un nivel de éxito que consolidó su posición en la industria televisiva.Su primera gran apuesta profesional fue la conducción y producción del innovador programa matinal La mañana del trece, que debutó el 18 de enero de 1999.
Acompañada de su inseparable mascota, Cosita, una Scottish terrier, el programa no solo se destacó por su contenido, sino también por la presencia de la mascota, que rápidamente se convirtió en un verdadero ícono de la televisión chilena. En este espacio matutino, Nin de Cardona logró instaurar una dinámica fresca y moderna que combinaba el servicio y la entretención, lo que catapultó su popularidad y consolidó su carrera televisiva.
El programa dejó una huella histórica en la televisión nacional al ser el escenario donde Nin de Cardona, en tiempo real, ofreció su cobertura sobre los atentados del 11 de septiembre de 2001 en Estados Unidos. Igualmente, el programa rompió esquemas cuando recibió, por primera vez en la historia de la televisión chilena, la visita en vivo del presidente de la República, Eduardo Frei Ruiz-Tagle, acompañado por la primera dama Marta Larraechea.

### 2000-2009
En 2000, Nin de Cardona fue designada como jueza en el XLI Festival Internacional de la Canción de Viña del Mar. Durante ese mismo periodo, asumió la conducción del programa Maravillozoo (2000), un espacio dedicado al mundo animal que le permitió consolidar su versatilidad como presentadora, ampliando su presencia en la televisión chilena con un formato innovador y educativo.

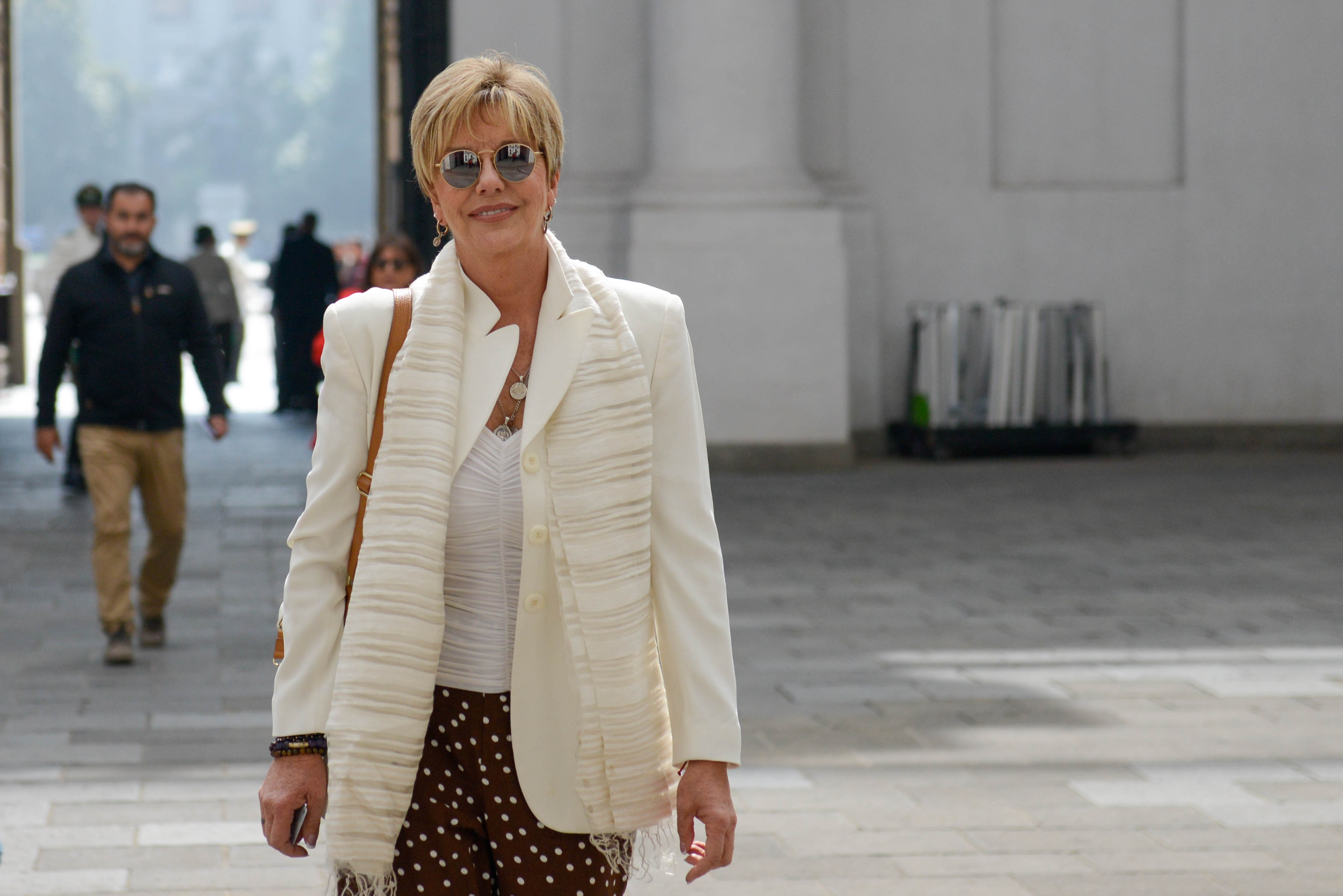
Paulina Nin en La Moneda durante el día del Locutor (2019).

En diciembre de 2001, como parte de una reestructuración interna, Canal 13 tomó la decisión de desvincular a Nin de Cardona de la conducción de La mañana del trece, programa que había sido clave en su carrera. La presentadora fue reemplazada por un formato de conducción coral, en el que diversas personalidades compartían las riendas del matinal. 
La cadena no tardó en oficializar su nueva asignación: Nin de Cardona pasó a ser la conductora del programa de servicios Arriba el ánimo, junto a la actriz Solange Lackington, un espacio que apuntaba a mantener su presencia en la pantalla. A pesar de estos cambios, y tras una serie de negociaciones, a finales de ese mismo año, Nin de Cardona decidió poner fin a su relación con Canal 13, optando por retirarse de la televisión abierta, lo que marcó un punto de inflexión en su carrera.

Después de su salida de Canal 13, Nin de Cardona se incorporó al canal Showbiz Televisión, perteneciente al cableoperador Metrópolis, donde asumió la conducción de un programa de entrevistas y un matinal titulado Dulce y salado, que también se emitió a través de UCV Televisión.

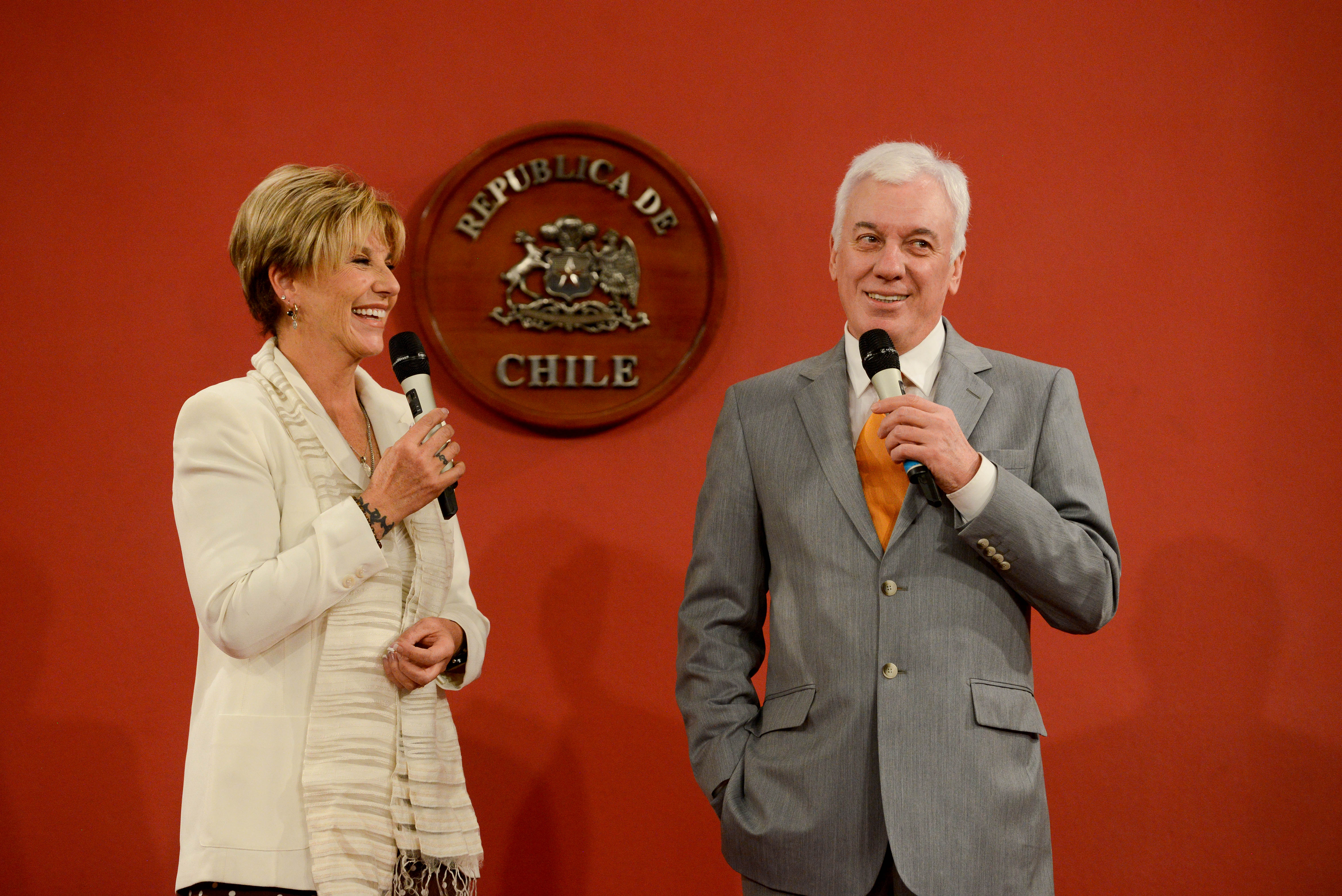
Paulina Nin junto a Antonio Vodanovic durante el día del Locutor (2019).

En 2007 llegó a La Red como panelista del programa de farándula Intrusos, cultivando un perfil polémico y opinante. En el verano de 2008 se cambió a Telecanal para comenzar con un proyecto de un programa de servicio, mientras que este se preparaba, participó en el matinal Cocinados hasta mayo del mismo año. Finalmente, el programa que estaba preparando no se concretó y abandonó la señal privada.

### 2010-presente
En 2013, debutó en el teatro en Sexytosas, obra dirigida por Liliana Ross y escrita por Vanessa Miller, basada en los estudios de la psicóloga Pilar Sordo.
En 2015, tras participar como invitada, se integró de manera estable a Maldita moda de Chilevisión. Al año siguiente continuó en Primer plano de la misma señal.
Desde 2017 es parte de la Radio Universidad de Chile donde ha conducido los programas Siempre en buena y Mano a mano con el tango.
En 2022 asumió la conducción del programa Lo viste en el 13 de Rec TV. En 2023 firmó contrato con Canal 13 para conducir el programa Tenemos Festival. Además, logró una participación en el matinal Tu Día en la temporada del Festival Internacional de la Canción de Viña del Mar.

## Pensamiento político
En 1988 se tomó un año sabático, y participó en la campaña del «Sí» (a la continuidad de Pinochet) en el plebiscito de ese año. 
En 2004, buscando diversificar su trayectoria, intentó incursionar en el ámbito político al postularse para la alcaldía de Pichilemu. Sin embargo, su candidatura no logró triunfar, siendo derrotada en las elecciones por el entonces incumbente, Jorge Vargas González.
Es militante de Renovación Nacional.

## Controversias
El 26 de agosto de 2004, Nin de Cardona, a través de su abogado Hernán Calderón, se querelló contra la revista TV y Novelas, que calificó como un fraude su segundo matrimonio.
En 2006 tuvo una polémica en una entrevista en el programa de espectáculos Primer plano de Chilevisión, donde después de la entrevista con su ex Giancarlo Petaccia salió enojada del estudio y gritando contra los panelistas Marcela Vacarezza y Checho Hirane, luego los medios divulgaron el rumor de la ebriedad de esta en el momento de la entrevista.[cita requerida]

## Filmografía

### Programas
| Año           | Programa                                                    | Rol                                 | Canal               |
| ------------- | ----------------------------------------------------------- | ----------------------------------- | ------------------- |
| 1980          | Súper hockey                                                | Presentadora                        | Televisión Nacional |
| 1982-1987     | 60 minutos                                                  | Presentadora                        | Televisión Nacional |
| 1983          | XXIV Festival Internacional de la Canción de Viña del Mar   | Presentadora                        | Televisión Nacional |
| 1985          | XXVI Festival Internacional de la Canción de Viña del Mar   | Presentadora                        | Televisión Nacional |
| 1989          | En familia                                                  | Presentadora                        | Televisión Nacional |
| 1989          | De buen humor                                               | Presentadora                        | Televisión Nacional |
| 1991          | XXXII Festival Internacional de la Canción de Viña del Mar  | Presentadora                        | Televisión Nacional |
| 1991-1993     | Luz, cámara y usted                                         | Presentadora                        | Televisión Nacional |
| 1992          | XXXIII Festival Internacional de la Canción de Viña del Mar | Presentadora                        | Televisión Nacional |
| 1992          | La gran apuesta                                             | Presentadora                        | Televisión Nacional |
| 1994          | Con-vivencias                                               | Presentadora                        | Televisión Nacional |
| 1994-1997     | Cuéntame                                                    | Presentadora                        | Televisión Nacional |
| 1998          | Entre brujas                                                | Presentadora                        | Televisión Nacional |
| 1998          | Buenos días a todos                                         | Presentadora (reemplazo)            | Televisión Nacional |
| 1998          | Día a día                                                   | Presentadora                        | Televisión Nacional |
| 1999-2001     | La mañana del 13                                            | Presentadora y productora ejecutiva | Canal 13            |
| 2000          | XLI Festival Internacional de la Canción de Viña del Mar    | Jurado                              | Canal 13            |
| 2000          | Maravillozoo                                                | Presentadora                        | Canal 13            |
| 2002          | Arriba el ánimo                                             | Presentadora y productora ejecutiva | Canal 13            |
| 2003          | Dulce y salado                                              | Presentadora y productora ejecutiva | Showbiz             |
| 2007          | Intrusos                                                    | Panelista                           | La Red              |
| 2008          | Cocinados                                                   | Presentadora                        | Telecanal           |
| 2014          | Ha llegado carta                                            | Presentadora                        | Chilevisión         |
| 2015          | Maldita moda                                                | Panelista                           | Chilevisión         |
| 2016          | Primer plano                                                | Panelista                           | Chilevisión         |
| 2017          | Hola Chile                                                  | Panelista                           | La Red              |
| 2020          | Buenos días a todos                                         | Panelista                           | Televisión Nacional |
| 2022-presente | Lo viste en el 13                                           | Presentadora                        | Rec TV              |
| 2023          | Tenemos festival                                            | Presentadora                        | Rec TV              |
| 2023          | Tu día                                                      | Panelista                           | Canal 13            |
| 2024          | Top Chef VIP Chile                                          | Concursante                         | Chilevisión         |
| 2025          | Contigo en la mañana                                        | Panelista                           | Chilevisión         |
| 2025-presente | ¡Hay que decirlo!                                           | Panelista                           | Canal 13            |
| 2025-presente | El medio día                                                | Panelista                           | Televisión Nacional |
| 2025          | Miss Mundo 2025                                             | Panelista                           | Chilevisión         |

Otras apariciones
| Año                    | Programa                    | Rol                     | Canal               |
| ---------------------- | --------------------------- | ----------------------- | ------------------- |
| 1983                   | Bianca Vidal                | Reportera               | Televisión Nacional |
| 1996                   | De pe a pa                  | Invitada                | Televisión Nacional |
| 1999                   | Viva Viña                   | Invitada                | Canal 13            |
| 2006                   | Primer plano                | Invitada                | Chilevisión         |
| 2006, 2007, 2012, 2015 | Vértigo                     | Participante / Invitada | Canal 13            |
| 2012                   | Millonario Alta Tensión VIP | Participante / Invitada | Canal 13            |
| 2012                   | Mentiras verdaderas         | Invitada                | La Red              |
| 2013                   | Mujeres primero             | Invitada                | La Red              |
| 2013                   | Vitamina V                  | Invitada                | Televisión Nacional |
| 2014                   | Más vale tarde              | Invitada                | Mega                |
| 2015                   | Me Late                     | Invitada                | UCV TV              |
| 2016                   | Primer plano                | Invitada                | Chilevisión         |
| 2017                   | El cubo                     | Invitada                | Chilevisión         |
| 2018                   | Buenos días a todos         | Invitada                | Televisión Nacional |
| 2019                   | Tu vida, tu historia        | Invitada                | Chilevisión         |
| 2019                   | La divina comida            | Participante / Invitada | Chilevisión         |
| 2020                   | La noche es nuestra         | Invitada                | Chilevisión         |
| 2020                   | Come pescado                | Conductora              | Programa online     |
| 2020                   | Sigamos de largo            | Invitada                | Canal 13            |
| 2021                   | Pero con respeto            | Invitada                | Chilevisión         |
| 2022                   | De tú a tú                  | Invitada                | Canal 13            |
| 2023                   | Juego textual               | Invitada                | Canal 13            |
| 2023                   | PH, podemos hablar          | Invitada                | Chilevisión         |
| 2023                   | Buenas noches a todos       | Invitada                | Televisión Nacional |
| 2024                   | Arriba Viña                 | Invitada                | Canal 13            |
| 2024                   | Todo va a estar bien        | Invitada                | Vía X               |
| 2024                   | Socios a la parrilla        | Invitada                | Canal 13            |
| 2025                   | El medio día                | Invitada                | Televisión Nacional |

## Publicidad
- Falabella (rostro)

- Omo (rostro)
- Cachantún (rostro)

- Té Supremo (rostro)

- 2002-2003: Paulina Nin for Woman (rostro)

## Premios y reconocimientos
Premios Apes
| Año  | Categoría                        | Título                                               | Resultado |
| ---- | -------------------------------- | ---------------------------------------------------- | --------- |
| 1990 | Mejor presentadora de televisión | De buen humor                                        | Ganadora  |
| 1991 | Mejor presentadora de televisión | Festival Internacional de la Canción de Viña del Mar | Ganadora  |
| 1994 | Mejor presentadora de televisión | Cuéntame                                             | Ganadora  |
| 1995 | Mejor presentadora de televisión | Cuéntame                                             | Ganadora  |
| 2000 | Mejor programa                   | La mañana del trece                                  | Ganadora  |

Laurel de Oro
| Año  | Categoría                     | Título                                               | Resultado |
| ---- | ----------------------------- | ---------------------------------------------------- | --------- |
| 1985 | Mejor animadora de televisión | Festival Internacional de la Canción de Viña del Mar | Ganadora  |

Otros reconocimientos
- 1983: Reconocida como la «Mejor Figura Femenina del Año», otorgado por el diario La Tercera.
- 2002: Reconocida como la «Mejor Figura de Canal 13», por Encuesta Enfoques.[20]
- 2010: Reconocimiento Bicentenario a la Trayectoria Televisiva, otorgado por la Prensa Festival.
- 2016: Reconocimiento por su contribución a la historia del espectáculo, otorgado por la Asociación de Comunicadores Hispanoamericanos (ADC).[32]
- 2017: Galardonada con el Premio a la Trayectoria Radial, otorgado por el Sindicato de Locutores de Chile.[33]
- 2018: Galardonada con el Micrófono de Oro a la Trayectoria Radial, otorgado por el Ministerio Secretaria General de Gobierno y el Sindicato de Locutores de Chile.[34]
- 2019: Reconocimiento a la Trayectoria Radial, otorgado por el gobierno del presidente Sebastián Piñera.[35]